# アストンマーティン・One-77
One-77は、イギリスの自動車メーカー、アストンマーティンが台数限定で製造・販売したスーパーカーである。

## 概要
2008年のパリサロンで77台限定のアストンマーティンのフラッグシップモデル、「One-77」の開発が発表され、ほとんどがベールに覆われたモックアップモデルが展示された。翌2009年3月のサロン・アンテルナショナル・ド・ロトにはOne-77のシャシナンバー1が出展され、同年4月に行われたコンクール・デレガンスではインテリアおよびパワートレインが完成された市販モデルが公開された。
2010年9月にはアストンマーティンより生産段階に入ったことが発表され、デリバリーは2011年初頭ごろに開始された。2012年4月末に全77台が完売した。
ドバイでは、警察車両として使用されている。

## メカニズム
エンジンはDB9、DBS V12およびV12ヴァンテージに搭載される6Lエンジンをベースとし、コスワースと共同開発された7.3L V型12気筒の自然吸気エンジンが搭載される。ドライサンプ方式が採られており、他のV12エンジン搭載のアストンマーティンモデルよりもエンジン搭載位置を100mm低くしている。また、エンジン搭載位置は前車軸よりも257mm後方となっており、フロントミッドシップレイアウトとなる。開発当初は700hp（710PS）の最高出力とベースとなるエンジンから10%の小型化が目標とされたが、最高出力は目標値を上回る750hp（760PS）となり、エンジンのサイズは25%小型化された。また、このエンジンのスペックは市販車用NAエンジンとしては最高となる。トランスミッションには新開発の6速AMT (Automated Manual Transmission) が採用され、パドルシフトで手動変速が行われる。
シャシはマルチマチック (MTC: Multimatic) との共同開発のカーボンモノコック構造をとっており、アルミニウムパネルが組み合わせられている。
サスペンションは前後ともばねとショックアブソーバーを水平に配したダブルウィッシュボーン式のインボードサスペンションが採用される。ショックアブソーバーには調節可能なDSSV (Dynamic Suspension Spool Valve) システムが採用される。
タイヤはピレリによって専用開発されたフロント: 255/35 ZR20、リア: 335/30 ZR20のPゼロコルサタイヤが装着され、ブレーキにはカーボンセラミックブレーキが採用される。
0-96km/h加速は3.5秒、最高速は322km/hと公称され、2009年12月に行われた開発テストでは最高速354.86km/hを記録している。

## ギャラリー

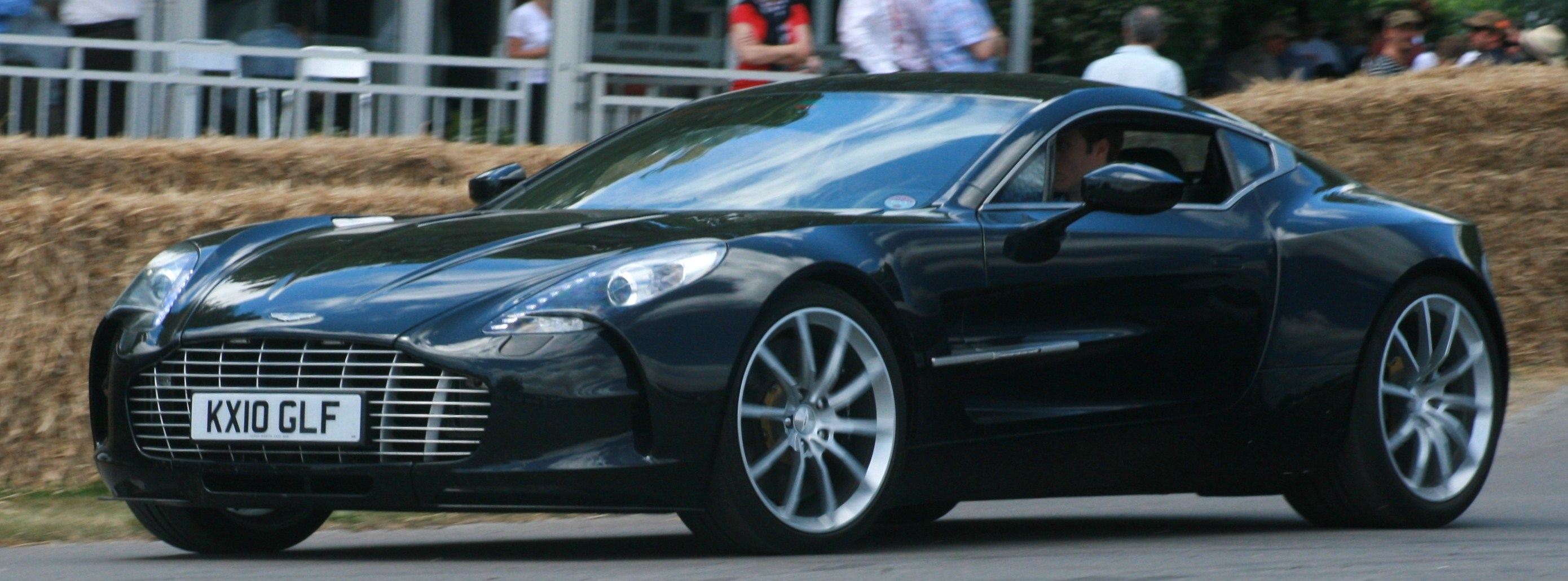
One-77の正面図
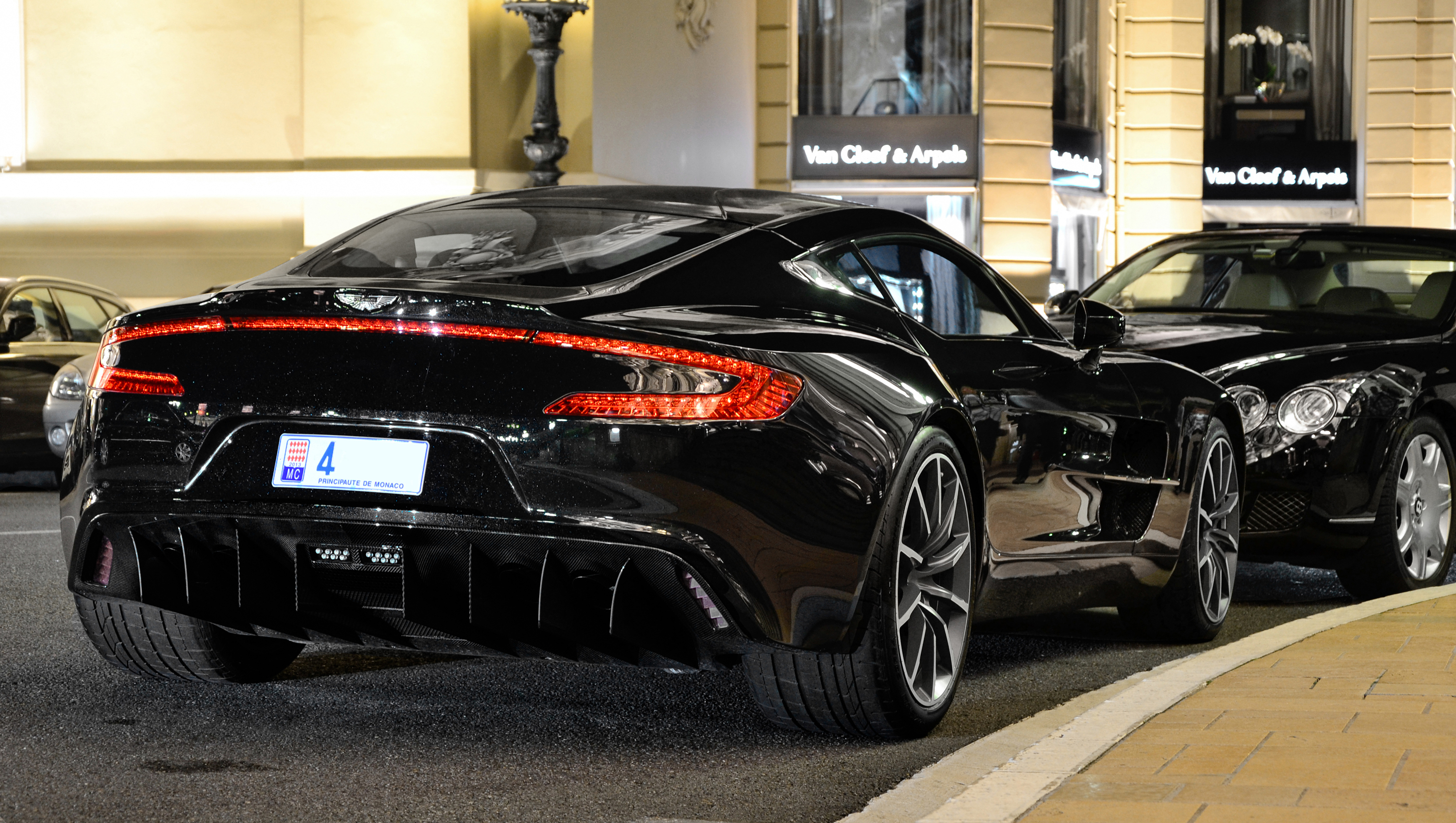
モナコのOne-77
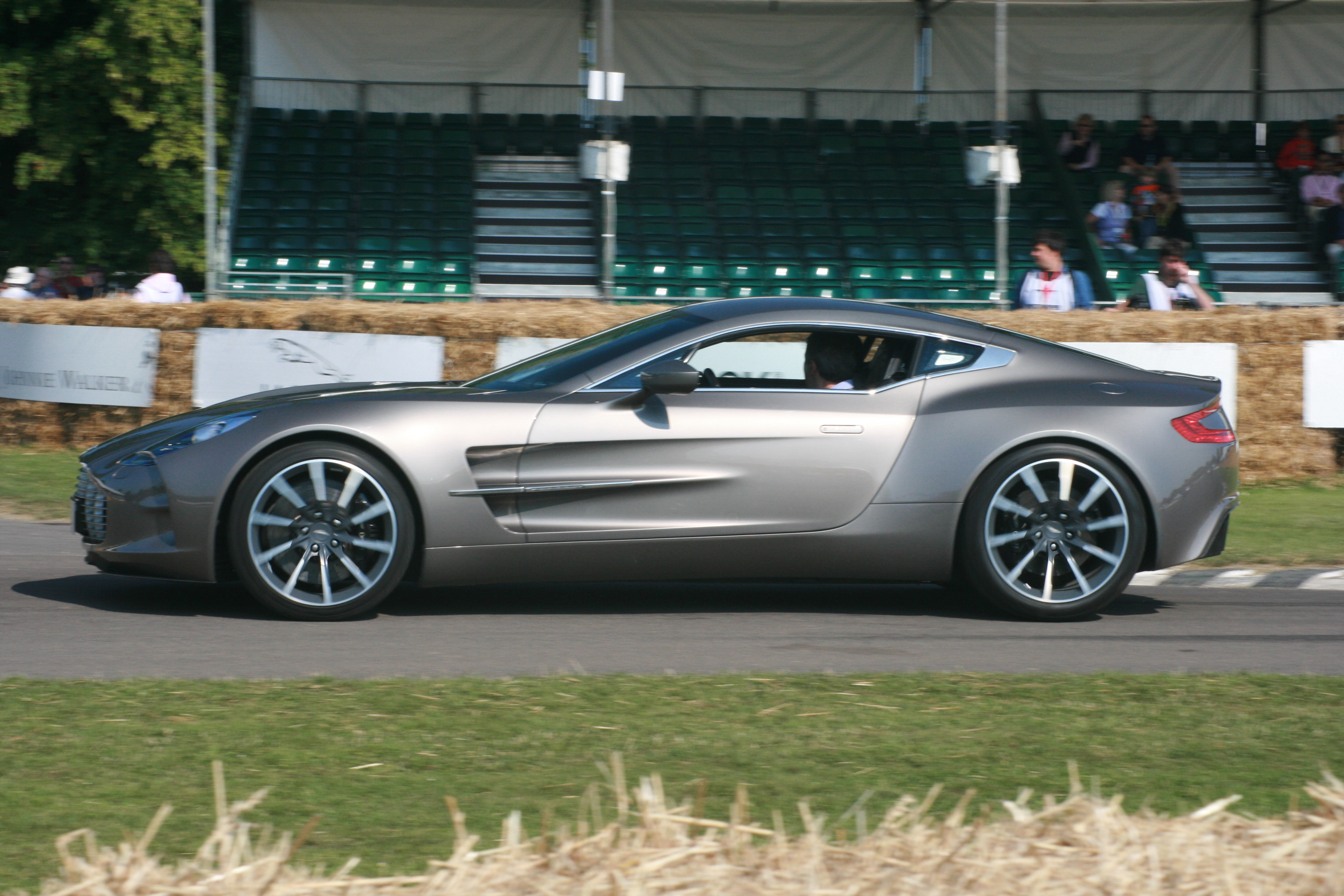
One-77のサイドビュー